# Adelchi Pelaschier
Adelchi Pelaschier (Monfalcone, 24 de octubre de 1921-Monfalcone, 28 de junio de 1993) fue un deportista italiano que compitió en vela en la clase Finn. Ganó una medalla de bronce en el Campeonato Mundial de Finn de 1958 y dos medallas en el Campeonato Europeo de Finn, plata en 1957 y oro en 1958.

## Palmarés internacional
| Campeonato Mundial | Campeonato Mundial  | Campeonato Mundial | Campeonato Mundial |
| Año                | Lugar               | Medalla            | Clase              |
| ------------------ | ------------------- | ------------------ | ------------------ |
| 1958               | Zeebrugge (Bélgica) | Medalla de bronce  | Finn               |
| Campeonato Europeo |                     |                    |                    |
| Año                | Lugar               | Medalla            | Clase              |
| 1957               | Nápoles (Italia)    | Medalla de plata   | Finn               |
| 1958               | Cascaes (Portugal)  | Medalla de oro     | Finn               |